# Crêt de Longefan
Le crêt de Longefan est un sommet situé à 2 761 m d'altitude dans le massif des Cerces dans la commune française d'Orelle en Savoie, dans la région Auvergne-Rhône-Alpes.

## Toponymie
Selon Adolphe Gros, le crêt de Longefan est aussi appelé le « crêt de Longfan » et se présentait déjà sous les termes « in Longafanie » dans un livre terrier de 1475 mais également sous la forme « in Longafanis ».
L'historien indique que ces termes proviennent du « provençal [avec] fan, fanc, faing (au masculin) et fania, fanja (au féminin) ; [d'un] dérivé du gotique fani ; [du] français fange ; [ou de l']italien fango, désign[ant] un terrain marécageux. Combiné avec l'adjectif long, il a donné Longfan à Orelle ». Il précise que « Longefan à Orelle (forme masculine) est en partie occupé par un lac (In Lacelleto de Longifanis) dans un livre terrier de 1475 ».

## Géographie

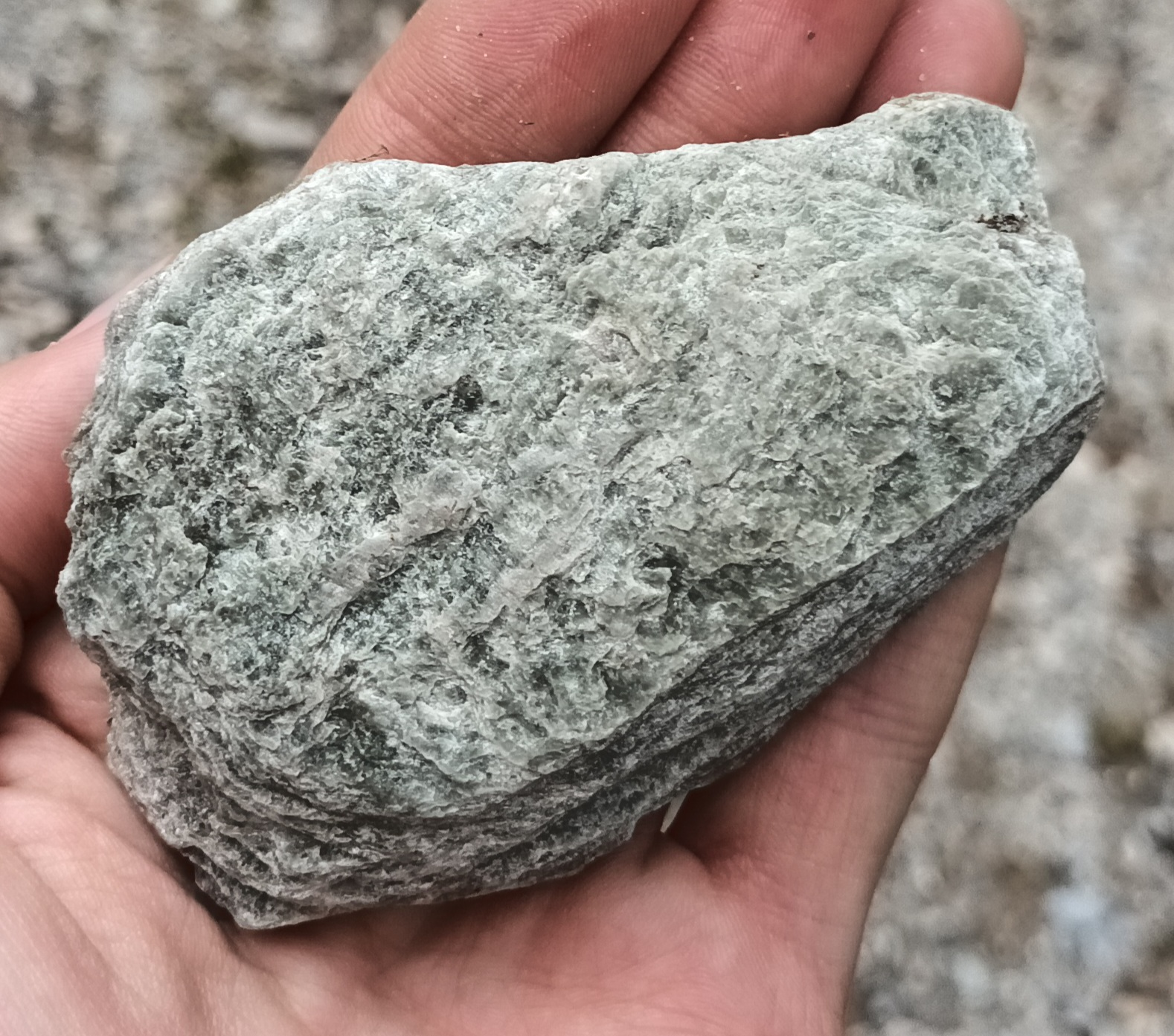
Roche provenant du nord de la partie sommitale.

### Situation
Le crêt de Longefan est situé sur la commune d'Orelle, en Savoie. Il surplombe l'ubac et la forêt d'Orelle, entre le mont Coburne au nord-est et la pointe de la Sandonière au sud-ouest.
Le sommet a prêté son nom au milieu boisé qu'il surplombe, lequel est la « forêt de Longefan ». Densément végétalisé, notamment en épicéas communs, le lieu abrite la « passerelle de Longefan », qui dessert le sommet en facilitant l'accès par le sentier forestier, traversant à cet endroit une barre rocheuse.

### Géologie
Ce sommet est principalement constitué de conglomérats, de grès et de schistes, avec des zones charbonneuses (particulièrement sous forme d'anthracite), datant d'entre le Namurien et le Westphalien.

## Accès
Depuis Orelle, au lieu-dit Bissortette (à côté de l'usine hydroélectrique de Bissorte), il est possible d'emprunter la piste forestière du Prec, laquelle monte jusqu'au parking du Prec, et rejoint le lac de Bissorte. Ici, on peut rejoindre le mont Coburne puis passer par les crêtes qui relient ce dernier au sommet voulu : le crêt de Longefan.

## Monuments
Longefan et le Glacelet sont des lieux-dits et hameaux d'altitude de la commune d'Orelle, se situant juste au-dessous du crêt de Longefan. L'endroit abrite d'anciens sites historiques.

### Chapelle Saint-Albert d'Orelle

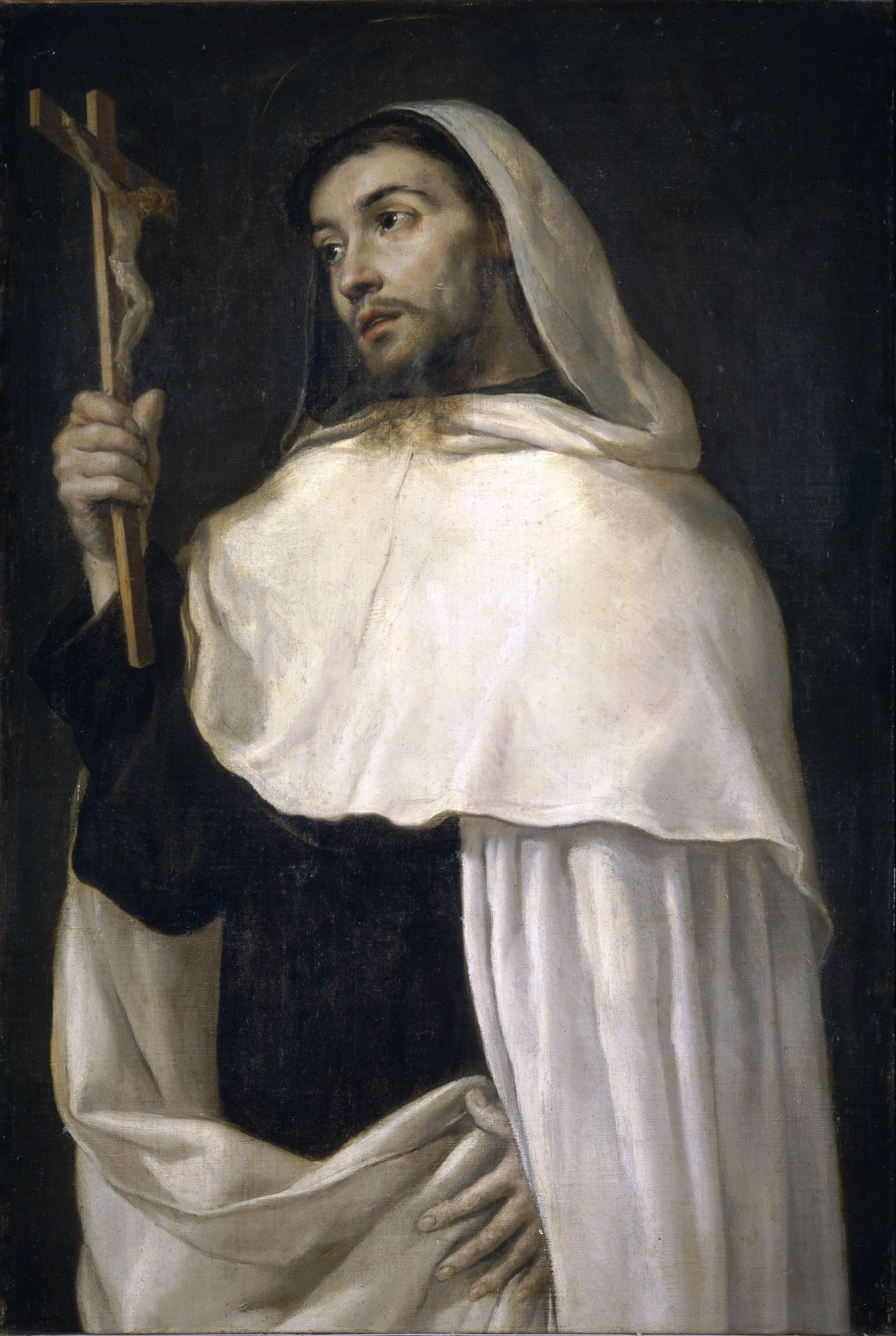
Saint Albert, dédicataire de la chapelle.

La chapelle Saint-Albert d'Orelle est une chapelle érigée à Orelle sous le vocable de saint Albert. Dominée par le crêt de Longefan, elle est intégrée au lieu-dit du Glacelet (45° 11′ 32″ N, 6° 32′ 37″ E). En partie financée par le révérend Demaison lors de sa construction, l'édifice se trouve sur une parcelle appartenant à Jean-Baptiste Jomaret, où se trouvait déjà un oratoire plus ancien.
Une messe y est célébrée chaque année ; par ailleurs, c'est l'organisation de l'église Saint-Maurice d'Orelle qui prête les ornements nécessaires au bon déroulé des prières dans cette chapelle de montagne. Le 7 août 1881, une demande d'affouage est effectuée en mairie pour réparer la toiture et le plancher de l'édifice.

### Télégraphe Chappe
Le télégraphe Chappe d'Orelle est un édifice ruiné situé sur la face nord du sommet et faisant l'objet de projet de restauration par l'association Orelle Patrimoine. Il fonctionne de 1806 à 1814, étant intégré à la ligne de la Maurienne et plus amplement à la ligne télégraphique Lyon-Turin. Il communique alors avec le télégraphe Chappe de Valloire (à l'ouest) et avec le télégraphe Chappe du Plan de l'Ours à Saint-André (à l'est),.